# Kellamäe (Saaremaa)
Kellamäe (Duits: Kellamäggi) is een plaats in de Estlandse gemeente Saaremaa, provincie Saaremaa. De plaats heeft de status van dorp (Estisch: küla).
Tot in december 2014 behoorde Kellamäe tot de gemeente Kaarma, tot in oktober 2017 tot de gemeente Lääne-Saare en sindsdien tot de fusiegemeente Saaremaa.

## Bevolking
Het dorp had 25 inwoners op 31 december 2011 en ook 25 inwoners op 31 december 2021.

## Geschiedenis
Een landgoed Kellamäe ontstond op het eind van de 17e eeuw. Het grondgebied van het landgoed was sterk versnipperd. Het kerngebied van het landgoed lag ca. 6 km ten zuiden van het huidige dorp Kellamäe, ongeveer waar nu het dorp Laheküla ligt.
Tussen 1977 en 1997 waren Laheküla en Unimäe één dorp onder de naam Kellamäe, terwijl Kellamäe deel uitmaakte van Irase. In 1997 werd de oude situatie hersteld.